# Universal CityWalk
Universal CityWalk es una serie de distritos de entretenimiento y retail localizados cerca de los parques temáticos de Universal Parks & Resorts. CityWalk nació en 1993 como una expansión del primer parque de Universal, Universal Studios Hollywood, y funciona como una plaza de entrada que conecta los estacionamientos con los parques temáticos. El nombre y concepto CityWalk se ha expandido también al Universal Orlando Resort en Florida, Universal Studios Japan en Osaka, Japón, y Universal Beijing Resort en Pekín, China.
CityWalk Hollywood y CityWalk Orlando tienen algunos comercios en común, pero sus estilos arquitectónicos respectivos son bastante diferentes. Mientras que CityWalk Hollywood posee una mezcla clásica-moderna de Hollywood, CityWalk Orlando tiene una apariencia casi en su totalidad moderna.

## Universal CityWalk Hollywood
Universal CityWalk Hollywood está separado de Universal Studios Hollywood, aunque sirve como entrada desde el estacionamiento al parque. La inspiración vino del Horton Plaza según Jon Jerde; la arquitectura de City Walk Hollywood intenta capturar la arquitectura que se encuentra en todo Los Ángeles.

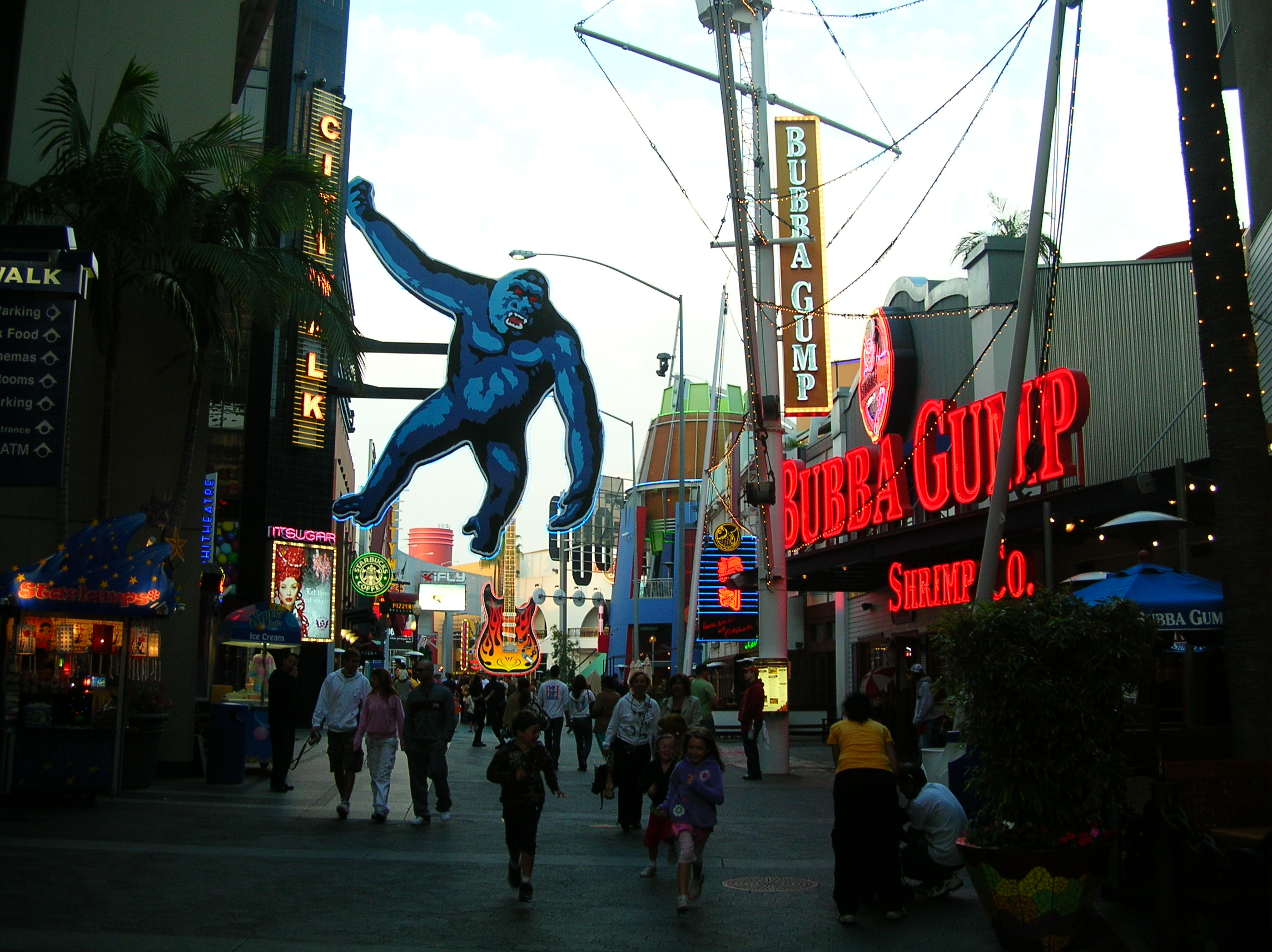
Universal CityWalk Hollywood

Se divide en tres bloques: entretenimiento, compras y restaurantes. Tiene más de 30 restaurantes, una sala de cine de 19 pantallas con IMAX, 7 lugares nocturnos, paracaidismo bajo techo y más de 30 tiendas. Diseñado por Jon Jerde, CityWalk abrió en mayo de 1993, adyacente al cine Cineplex Odeon. Una expansión de mil millones de dólares, y 93.000 pies (8600 m2) se abrió en 2000. La planificación fue realizada por Jerde Associates.
La plaza central de CityWalk está coronada por un enrejado radial de 170 pies diseñado y construido por Pearce Structures (quien también construyó Biosfera 2). El patio cuenta con una fuente saltarina. Un enorme monitor de televisión de Panasonic se encuentra sobre el multiplex, mostrando los próximos lanzamientos de películas de Universal, videos musicales y promociones de NBCUniversal junto a la guitarra gigante que se eleva sobre el Hard Rock Cafe.
Los artistas callejeros (magos y músicos) pueden verse comúnmente.

### 5 Torres
"5 Towers" es una sala de conciertos interactiva al aire libre en Universal CityWalk, que cuenta con un sistema de puesta en escena tecnológicamente avanzado. El escenario está equipado con miles de luminarias LED, sensores de captura de movimiento, cinco esculturas de torres de luz de 42 pies, un enorme monitor de video y un sistema de audio de última generación.
El nuevo escenificando el sistema sirve como el estructural artístico centerpiece para CityWalk. Presenta música en vivo.

### Restaurantes

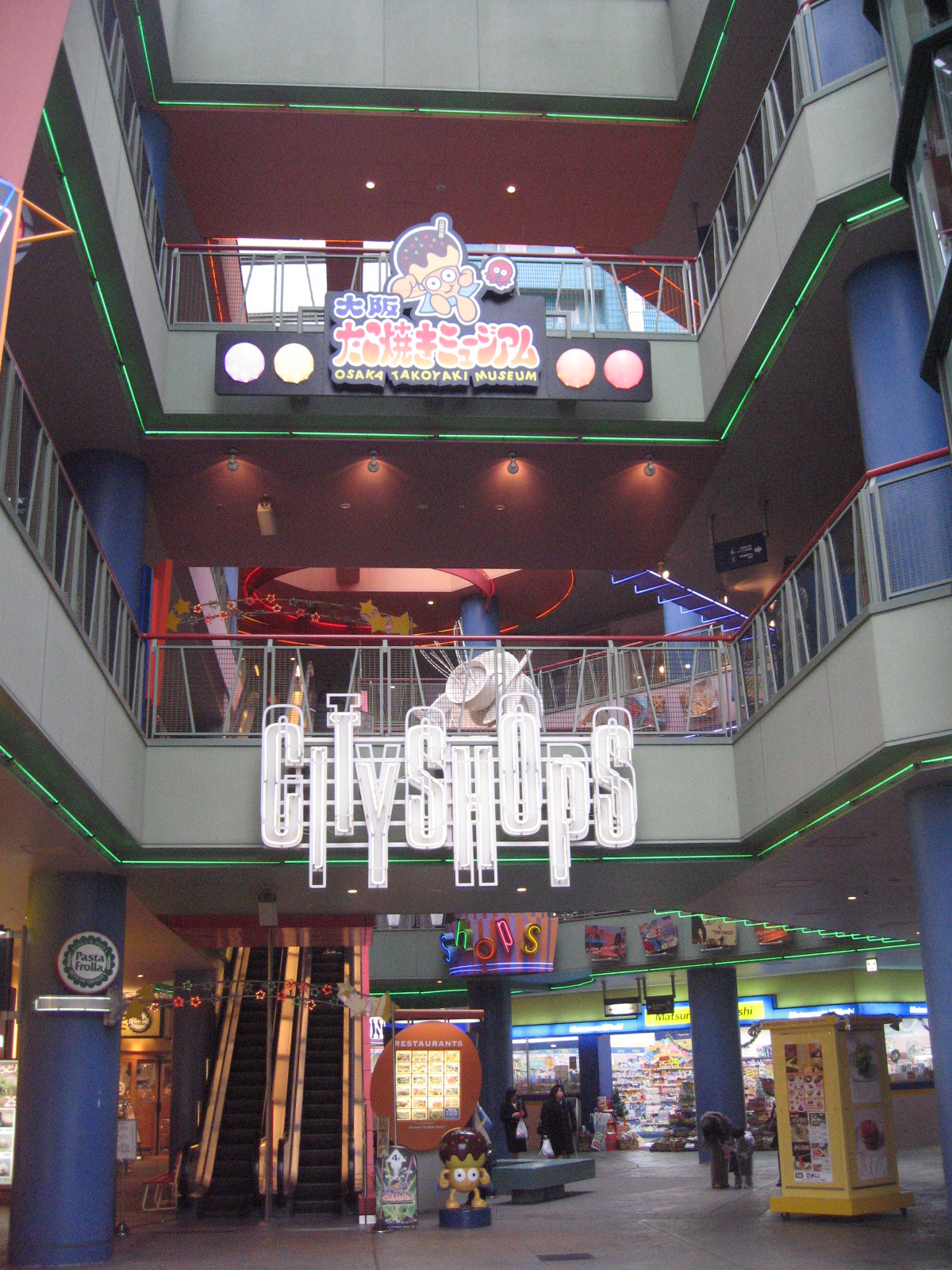
Museo Tayoyaki.

| Cena casual                                  | Servicios rápidos      | Snacks y refrigerios     |
| -------------------------------------------- | ---------------------- | ------------------------ |
| Antojito's Cocina Mexicana                   | Pizza Blaze            | Ben and Jerry's          |

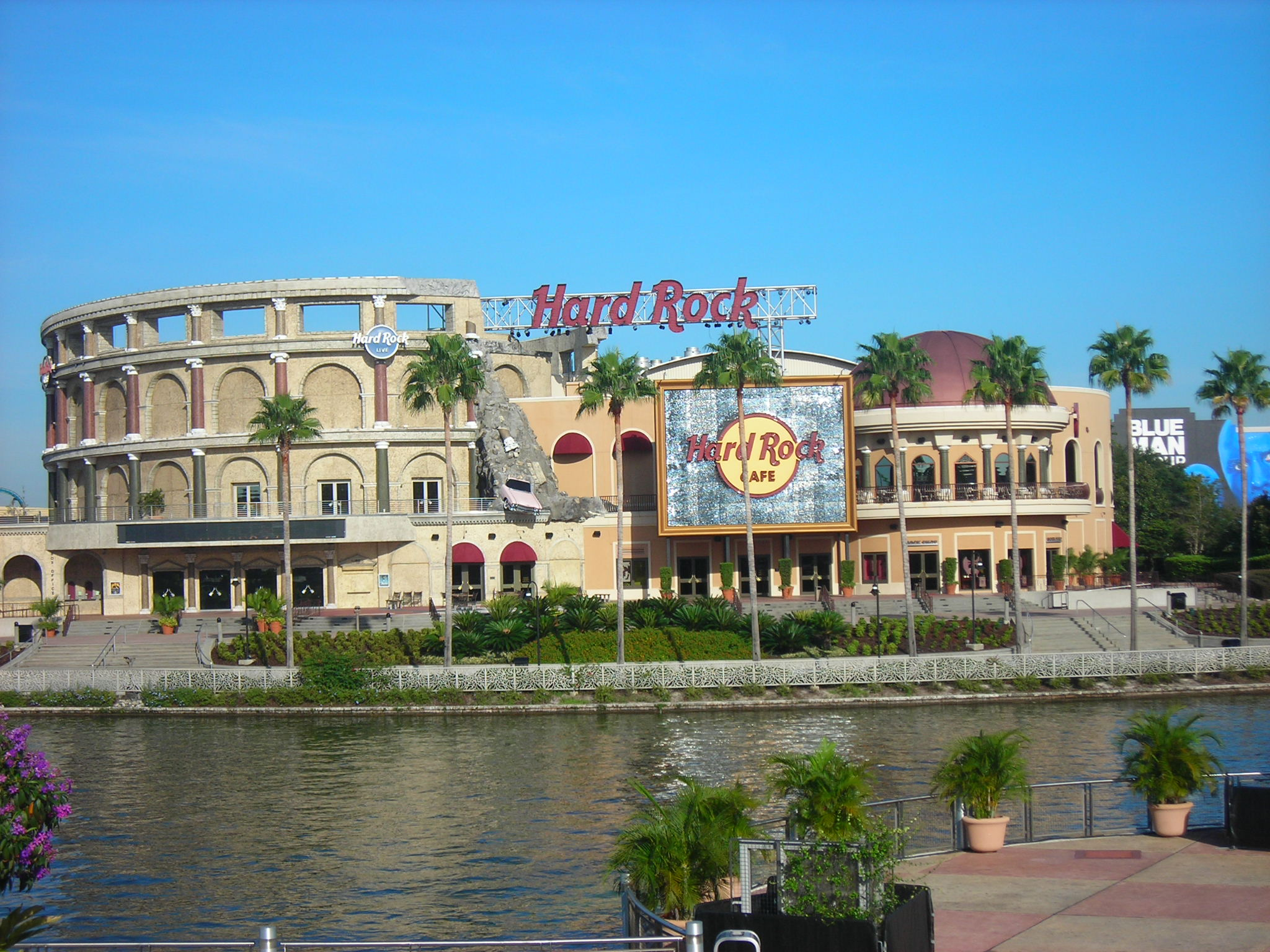
Hard Rock Cafe Orlando.

| Bubba Gump Shrimp Company                    | LudoBird               | Cinnabon                 |
| Buca di Beppo                                | Panda Express          | Jamba Juice              |
| Dongpo Kitchen                               | Pink's Famous Hot Dogs | Menchie's Frozen Yoghurt |
| Jimmy Buffett's Margaritaville               | Subway                 | Popcornopolis            |
| Restaurante y salón deportivo Johnny Rockets | Taco Bell              | Starbucks                |
| Karl Strauss Brewing Company                 | The Crêpe Café         | Wetzel's Pretzels        |
| NBC Sports Grill & Brew                      |                        | Voodoo Doughnut          |
| Samba Brazilian Steakhouse & Lounge          |                        |                          |
| Vivo Italian Kitchen                         |                        |                          |
| Wasabi en CityWalk                           |                        |                          |

### Tiendas
| Ropa y accesorios           | Coleccionables, juegos y novedades | Alimentos, hogar, saludo y belleza |
| --------------------------- | ---------------------------------- | ---------------------------------- |
| Abercrombie & Fitch         | IT'SUGAR                           | Popcornopolis                      |
| Billabong                   | Sparky's                           | Sephora                            |
| Flip Flop Shops             | Dodgers Clubhouse Store            | Zen Zone                           |
| Fossil                      | Hot Topic                          |                                    |
| Colección de Francesca      | The Raider Image                   |                                    |
| Accesorios GUESS            | Things From Another World          |                                    |
| Havaianas                   | Tienda de Universal Studios        |                                    |
| Lids                        |                                    |                                    |
| Lids Locker Room            |                                    |                                    |
| The Los Angeles Sock Market |                                    |                                    |
| Shoe Palace                 |                                    |                                    |
| SCENE                       |                                    |                                    |
| Skechers                    |                                    |                                    |

### Diversión
| Sitios de noche                     | Experiencias   | Cines            | Espectáculo de juego Taping |
| ----------------------------------- | -------------- | ---------------- | --------------------------- |
| Bubba Gump Shrimp Company           | iFly Hollywood | Universal Cinema | Family Feud (2010–2011)     |
| Buca di Beppo                       |                |                  |                             |
| Howl at the Moon                    |                |                  |                             |
| Jimmy Buffett Margaritaville        |                |                  |                             |
| Samba Brazilian Steakhouse & Lounge |                |                  |                             |

## Universal CityWalk Orlando
Universal CityWalk en Orlando se inauguró en 1999 como parte de la expansión que convirtió al parque Universal Studios Florida en el actual complejo turístico Universal Orlando Resort. Fue construido sobre el antiguo estacionamiento y entrada de Universal Studios. Los huéspedes que lleguen a los parques en uno de los estacionamientos de dos pisos, luego viajarán a través de pasillos móviles cubiertos sobre Universal Boulevard hacia CityWalk. Desde allí, los huéspedes pueden ingresar a cualquiera de los dos parques temáticos: Universal Studios Florida y Universal's Islands of Adventure.

### Restaurantes
- Hard Rock Cafe
- Jimmy Buffett's Margaritaville
- Starbucks
- Bubba Gump Shrimp Company, inspirado en la película de 1994 Forrest Gump (anteriormente Motown Coffee en 1999)
- Cinnabon
- Pat O'Brien's Bar
- BK Whopper Bar. Servicio limitado de la cadena Burger King
- Panda Express
- Moe's Southwest Grill
- Bob Marley – A Tribute to Freedom
- Red Oven Pizza Bakery
- Cold Stone Creamery
- Menchie's Frozen Yogurt
- Vivo Italian Kitchen (anteriormente Pastamore Italian Restaurant in 1999)
- Hot Dog Hall of Fame
- Bread Box Handcrafted Sandwiches
- The Cowfish Sushi and Burger Bar
- NBC Sports Grill & Brew  (anteriormente NASCAR Café in 1999)
- The Toothsome Chocolate Emporium & Savory Feast Kitchen (anteriormente NBA City in 1999)
- Voodoo Doughnut
- Bigfire American Fare
- Bend the Bao

### Entretenimento
- Universal Cinemark en CityWalk, anteriormente operado por Loews Theatres hasta el 26 de enero de 2006, cuando AMC Theatres fusionó la cadena Loews Theatres, y anteriormente operado por AMC hasta 2018.
- Bob Marley - Un tributo a la libertad
- Rising Star de CityWalk (Karaoke Club con Live Band y Backup Singers & Dancers) - abrió en abril de 2008, reemplazando a CityJazz.
- The Groove
- Hard Rock Live, un lugar de actuación independiente adyacente al Hard Rock Cafe
- Red Coconut Club (anteriormente Decades Cafe en 2005)
- Margaritaville de Jimmy Buffett, bandas en vivo suben al escenario del restaurante para actuar todas las noches.
- Minigolf Hollywood Drive-In: un campo de golf en miniatura que se remonta a las películas autocine de la década de 1950. La instalación cuenta con dos cursos temáticos diferentes e intrincados: "The Haunting of Ghostly Greens" e "Invaders from Planet Putt-Putt". Inaugurado en marzo de 2012.

### Comercio
- Candy Smith
- CityWalk Hub Store
- Hart & Huntington Tattoo Company
- Quiet Flight Surf Shop
- Tommy Bahama
- The Smuggler's Hold
- Universal Legacy Store
- Universal Studios Store

### Tiendas anteriores
- Big Kahuna Pizza
- BMG Gear
- Blue Man Group Sharp Aquos Theatre
- Cartooniversal
- Cigarz at Citywalk
- Element Skateboards
- Fresh Produce
- Fossil, Inc.
- Fusion Bistro Sushi & Sake Bar
- Galaxy Bar
- Island Clothing Co.
- Katie's Candy Company
- P!Q
- TCBY
- The Endangered Species Store

## Universal CityWalk Osaka

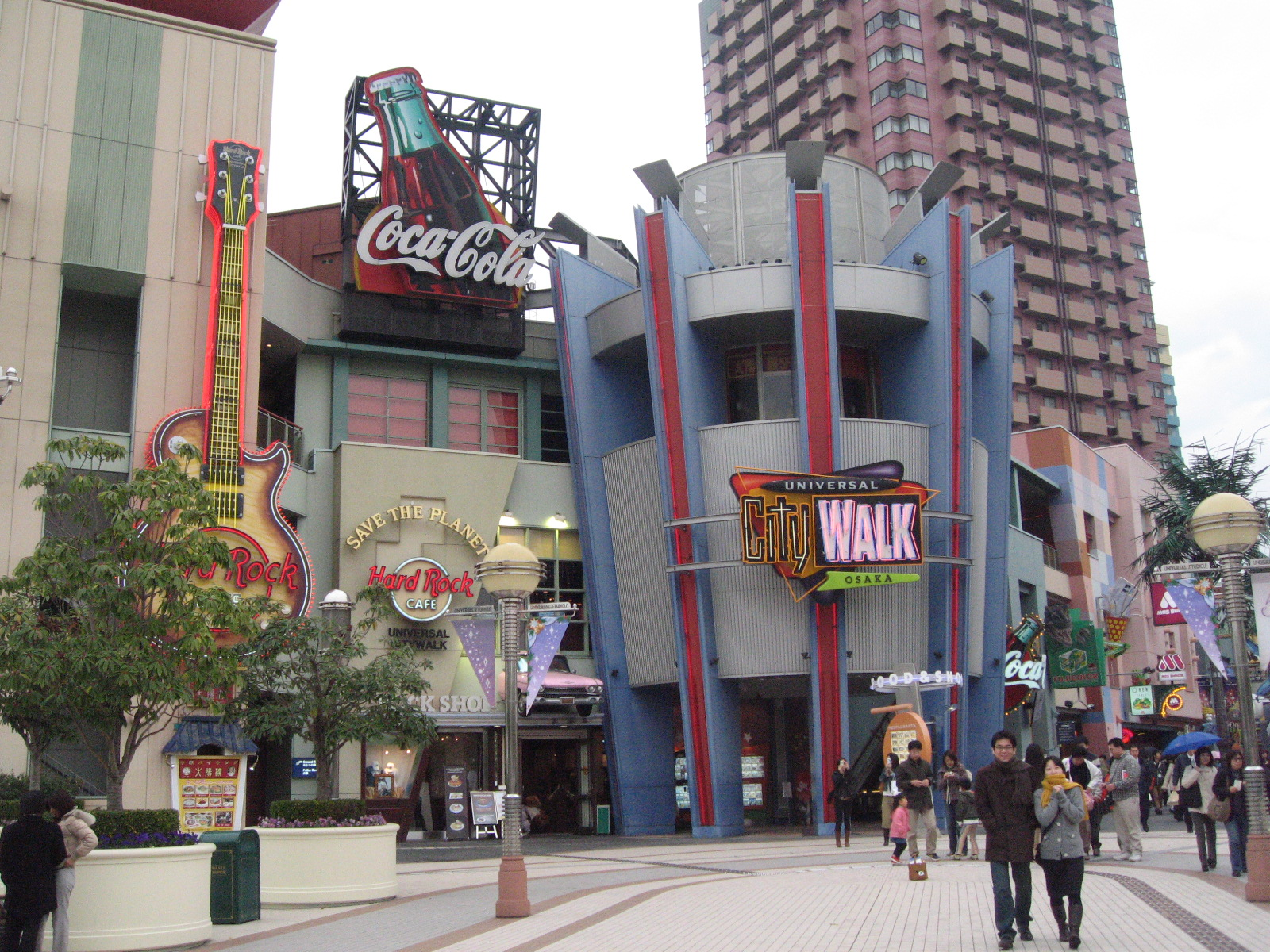
Universal CityWalk en Osaka, Japón.

### Restaurantes
- Red Lobster
- Nolboo
- Ganko
- Shinobuan
- Inaba Wako
- Shabu Sai
- Yakiniku Karubin Champ
- Fugetsu USA
- Gottie's Beef
- Pommenoki
- Fujin Raijin RA-MEN
- Kamakura Pasta
- Kobe Motomachi Doria
- Moana Kitchen
- Bubba Gump Shrimp Co.
- Hard Rock Cafe
- Kushiro Monogatari

- Bistro 309
- T.G.I. Friday's
- Aen Table
- Kyoto Katsugyu
- Daikisuisan Kaitensushi
- Mos Burger
- Funfun
- Popcorn Papa
- Moomin Stand
- Momi & Toy's
- 551 Horai
- Pizza Napoletano
- Kineya Mugimaru
- Romaken
- St-Marc Cafe

### Comercio
- Edion
- Nostalgia Museum
- Rock Shop
- Pequeña Osaka
- LAWSON - cadena de tiendas de conveniencia
- Matsumoto Kiyoshi - cadena de farmacias
- Jump Shop: tienda oficial semanal de Shōnen Jump con artículos de personajes
- De Claire
- Maimo
- Gap Factory
- Boushiya Flava

### Otros
- Museo Takoyaki
  - The Original Takoyaki Tamade, Osaka Aiduya
  - Takoya Dotonbori Kukuru
  - Osaka Amerikamura Kougaryu
  - Abeno Takoyaki Yamachan
  - Juhachiban
  - Naniwa's Specialty Ichibirian

## Universal CityWalk Beijing
Universal CityWalk Beijing abrió el 2 de septiembre de 2021, como parte de la primera fase de inauguración de Universal Beijing Resort.